# Dead Rising 2
Dead Rising 2 é um jogo eletrônico de ação-aventura e zumbis com elementos de RPG desenvolvido pela Capcom em parceria com a Blue Castle Games produzido por Keiji Inafune. Foi lançado em 24 de setembro de 2010 para as plataformas Xbox 360 e Playstation 3 e em 28 de setembro de 2010, para Windows.

## Enredo
Fortune City sofre uma terrível epidemia de zumbis, Chuck Greene deve dar tudo de si para sobreviver. Enfrentando dezenas de zumbis, psicopatas perigosos e em contagem regressiva com o relógio, tem 72 horas para salvar sua vida e de sua filha.